# Dyschoriste quitensis
Dyschoriste quitensis là một loài thực vật có hoa trong họ Ô rô. Loài này được (Kunth) Kuntze mô tả khoa học đầu tiên năm 1891.